# Ветрино (община)
Община Ветрино се намира в Североизточна България и е една от съставните общини на област Варна.

## География

### Географско положение, граници, големина
Общината попада в западната част на област Варна. С площта си от 292,333 km2 заема 7-о място сред 12-те общини на областта, което съставлява 7,64% от територията на областта. Границите ѝ са следните:
- на североизток – община Вълчи дол;
- на изток – община Суворово;
- на югоизток – община Девня;
- на юг – община Провадия;
- на югозапад – община Каспичан от област Шумен;
- на запад – община Нови пазар от област Шумен.

### Релеф, води
Релефът на общината е предимно хълмист. В северната част се простират крайните югоизточни разклонения на Лудогорското плато с максимална височина връх Коруколак (355 m), разположен северозападно от село Доброплодно. В западната част, по границата с община Нови пазар от област Шумен, западно от селата Белоградец и Ягнило попадат източните склонове на платото Стана с височина от 441 m, разположена на 3,3 km западно от последното. В най-югозападната част, западно от село Невша се издига изолираното възвишение Сараите с височина до 362 m. Останалата източна и югоизточна част е по-слабо хълмиста и значително по-ниска, като най-ниската точка е в коритото на Провадийска река – 58 m н.в.
Близо 80% от територията на общината попада във водосборния басейн на Провадийска река, която протича в най-югозападната ѝ част по границата с община Каспичан и община Провадия. От север на юг през средата на общината протича левият ѝ приток – река Златина. Най-северната част на общината, землището на село Доброплодно, се отнася към Дунавския водосборен басейн, като тук протича част от най-горното течение на река Карамандере, ляв приток на Суха река.
На територията на общината има изградени няколко по-големи микроязовира, най-голям от които е язовир „Доброплодно“ на река Карамандере, водите на които се използват основно за напояване на земеделските земи.

### Населени места
Общината се състои от 10 населени места. Списък на населените места, подредени по азбучен ред, население и площ на землищата им:
| Населено място | Пребр. на населението през 2021 г. | Площ на землището (в км2) | Забележка (старо име)                   | Населено място | Пребр. на населението през 2021 г. | Площ на землището (в км2) | Забележка (старо име)              |
| Белоградец     | 1055                               | 51,950                    | Тюрк Арнавудлар                         | Момчилово      | 152                                | 10,715                    | Есетли, Еседлю, Татароолу          |
| Ветрино        | 911                                | 50,248                    | Яссъдепе                                | Невша          | 388                                | 47,975                    | Нефуша, Негевше, Неговше           |
| Габърница      | 95                                 | 7,756                     | Ахъркьой                                | Неофит Рилски  | 781                                | 33,935                    | Кутлу Бей, Хаджъ Евхад, Хаджъ Ахад |
| Доброплодно    | 596                                | 35,307                    | Иляс Факих                              | Средно село    | 49                                 | 7,341                     | Ортакьой                           |
| Млада гвардия  | 278                                | 25,334                    | Бейлии, Князево, Карие-и Бейлю Али Юрду | Ягнило         | 203                                | 21,772                    | Яйлакьой, Беш Пънаръ               |
|                |                                    |                           |                                         | ОБЩО           | 4508                               | 292,333                   | няма населени места без землища    |

## Административно-териториални промени
- МЗ № 2820/14 август 1934 г. – преименува с. Ясъ тепе на с. Ветрино;

– преименува с. Ахър кьой на с. Габърница;
– преименува с. Елес факъ на с. Доброплодно;
– преименува с. Бейлии на с. Князево;
– преименува с. Есетлии на с. Момчилово;
– преименува с. Кутлу бей на с. Неофит Рилски;
– преименува с. Орта кьой на с. Средно село;
– преименува с. Яйла на с. Ягнило;
- МЗ № 3072/11 септември 1934 г. – преименува с. Тюрк арнаутлар на с. Белоградец;
- Указ № 360/обн. 2 август 1950 г. – преименува с. Князево на с. Млада гвардия;
- Указ № 385/обн. ДВ бр. 98/4 ноември 1996 г. – отделя селата Венчан, Златина, Петров дол и Староселец и техните землища от община Ветрино и ги присъединява към община Провадия.

## Население

### Етнически състав
Преброяване на населението през 2011 г.
Численост и дял на етническите групи според преброяването на населението през 2011 г., по населени места (подредени по численост на населението):
| Населено място | Численост | Численост | Численост | Численост | Численост | Численост           | Численост     | Населено място | Дял (в %) | Дял (в %) | Дял (в %) | Дял (в %) | Дял (в %)           | Дял (в %)     |
| Населено място | Общо      | Българи   | Турци     | Цигани    | Други     | Не се самоопределят | Не отговорили | Населено място | Българи   | Турци     | Цигани    | Други     | Не се самоопределят | Не отговорили |
| Общо           | 5415      | 3457      | 972       | 144       | 55        | 39                  | 748           | 100,00         | 63,84     | 17,95     | 2,65      | 1,01      | 0,72                | 13,81         |
| -------------- | --------- | --------- | --------- | --------- | --------- | ------------------- | ------------- | -------------- | --------- | --------- | --------- | --------- | ------------------- | ------------- |
| Белоградец     | 1263      | 276       | 673       | 19        | 26        | 3                   | 266           | Белоградец     | 21,85     | 53,28     | 1,50      | 2,05      | 0,23                | 21,06         |
| Ветрино        | 1062      | 878       | 12        | 4         |           |                     | 163           | Ветрино        | 82,67     | 1,12      | 0,37      |           |                     | 15,34         |
| Габърница      | 106       | 97        | 8         | 0         |           |                     | 0             | Габърница      | 91,50     | 7,54      | 0,00      |           |                     | 0,00          |
| Доброплодно    | 854       | 384       | 250       | 53        | 3         | 4                   | 160           | Доброплодно    | 44,96     | 29,27     | 6,20      | 0,35      | 0,46                | 18,73         |
| Млада гвардия  | 342       | 332       |           | 0         | 4         |                     | 5             | Млада гвардия  | 97,07     |           | 0,00      | 1,16      |                     | 1,46          |
| Момчилово      | 195       | 182       |           | 0         |           |                     | 11            | Момчилово      | 93,33     |           | 0,00      |           |                     | 5,64          |
| Невша          | 501       | 380       | 9         | 55        | 6         | 31                  | 20            | Невша          | 75,84     | 1,79      | 10,97     | 1,19      | 6,18                | 3,99          |
| Неофит Рилски  | 785       | 727       | 6         | 0         | 4         | 0                   | 48            | Неофит Рилски  | 92,61     | 0,76      | 0,00      | 0,50      | 0,00                | 6,11          |
| Средно село    | 53        | 35        | 0         | 0         |           |                     | 17            | Средно село    | 66,03     | 0,00      | 0,00      |           |                     | 32,07         |
| Ягнило         | 254       | 166       | 13        | 13        | 4         | 0                   | 58            | Ягнило         | 65,35     | 5,11      | 5,11      | 1,57      | 0,00                | 22,83         |

### Вероизповедания
Численост и дял на населението по вероизповедание според преброяването на населението през 2011 г.:
|                     | Численост | Дял (в %) |
| Общо                | 5415      | 100,00    |
| Православие         | 2519      | 46,51     |
| Католицизъм         | 10        | 0,18      |
| Протестантство      | 13        | 0,24      |
| Ислям               | 803       | 14,82     |
| Друго               | 4         | 0,07      |
| Нямат               | 122       | 2,25      |
| Не се самоопределят | 207       | 3,82      |
| Непоказано          | 1737      | 32,07     |

## Транспорт
В най-югозападната част на общината, по долината на Провадийска река, преминава участък от 8,3 km от трасето на жп линията София – Горна Оряховица – Варна.
През общината преминават частично 5 пътя от Републиканската пътна мрежа на България с обща дължина 67,1 km:
- два участъка от автомагистрала „Хемус“ с обща дължина 10 km (от km 369,1 до km 375 и от km 389,8 до km 393,7);
- участък от 22,3 km от Републикански път I-2 (от km 146,4 до km 168,7);
- началният участък от 6,9 km от Републикански път III-207 (от km 0 до km 6,9);
- началният участък от 4,1 km от Републикански път III-208 (от km 0 до km 4,1);
- последният участък от 5,7 km от Републикански път III-2901 (от km 26,9 до km 32,6).

## Топографска карта
- Лист от карта K-35-19. Мащаб: 1 : 100 000.
- Лист от карта K-35-31. Мащаб: 1 : 100 000.
- Лист от карта K-35-32. Мащаб: 1 : 100 000.